# Рачицкий, Леонард
Леонард Рачицкий (пол. Leonard Rzeczycki ; 1901 г. — 1978) — краевед из Глубоков, фотограф, чиновник Дисненского поветового администраций в Глубоком.

## Биография

### Жизнь в Глубоком
Леонард Рачицкий происходил из фольварка Белое (Białe) у Подсвилья, из семьи застенковой шляхты. Жил с семьей в Глубоком по улице Габриэля Нарутовича в «колонии ростовщиков». Работал административным секретарем в уездной администрации. До Дня независимости Польши в 1937 году был награжден серебряным Крестом заслуги. Автор многочисленных краеведческих фотографий из жизни Глубокого 1920-30-х годов. Его снимки стали изображениями для большого количества Глубоковских открыток изданий 1920-х и 30-х годов. Фотографий Леонарда Рачицкого из коллекции Глубокского историко-краеведческого музея и частных собраний, до сегодняшнего дня, в качестве иллюстраций, используемых в книжной и сувенирной продукции. После присоединения Западной Беларуси к СССР и БССР, 3 апреля 1940 года Леонард Рачицкий, как бывший сотрудник польской уездной администрации, был арестован органами НКВД и помещен в тюрьму в Березвечье. Потом тюрьма в Вилейке. По решению «тройки» приговорен к 8 годам лагерей. Был сослан на север СССР в Архангельскую область. Дислоцировался в Ануфриевке и 105-м Лагпункте. Семья Леонарда Рачицкого, как семья «врага народа»: жена Вера (урожденная Дрозд), дочери — десятилетняя Софья и трехлетняя Ирина — были депортированы в Казахстан.

### Военный путь
После германского вторжения в СССР — 30 июля 1941 года генерал Владислав Сикорский подписал с И. М. Майским, советским послом в Англии, договор с СССР о возобновлении дипломатических отношений и пакт о создании Войска Польского на Востоке. В 1941—1942 годах генерал Владислав Сикорский участвовал в создании польских военных формаций генерала Владислава Андерса, которые формировались в районе Бузулука и после переброшены на Ближний Восток. Эта весть доходит и до репрессированного Леонардо Рачицкого, который имел определенные проблемы со здоровьем (больные почки). Он принимает решение — лучше вступить в Войско Польское, чем умереть от болезней и истощения в Гулаге. Его желание удовлетворили. Он вступает в польский корпус генерала Андерса. По дороге в Бузулук, где формировалось Войско Польское, посещает село Ермак Павлодарской области Казахстана, где в ссылке находилась жена и две дочери. Семья жила в полной нищете, голодала. Через Иран, Палестину, Египет, Южную Африку, Шотландию Леонард Рачицкий попадает в 1-ю бронетанкавую дивизию бригадного генерала Станислава Мачека. Командир взвода. Военный путь проходил по территории Франции, Бельгии, Голландии и Германии. Участвовал в многочисленных боях. Сделал несколько сотен фотографий польских солдат. С августа 1944-го воевал в Нормандии. Принимал участие в битве при Каннах. В апреле 1945 года был тяжело ранен, после госпитализации реабилитирован в Англии.

### Военные награды
Награды: польские — Бронзовый Крест Заслуги с Мечами, британские — Военный Медаль 1939/45; Медаль за Оборону Франции и Германии — Звезда 1939/45 Звезда. По возвращении в Польшу получил: Медаль Победы и Свободы 1945, нагрудный Знак Грюнвальда..

### Послевоенная жизнь
В конце 1947 года Леонард Рачицкий приехал в Польшу на ПМЖ вместе с семьей, которая в 1946 году после депортации в Казахстан получила разрешение на переезд в Польшу. В 1948 году семья Рачицких поселилась в Свебодзине, где в старости работал Леонард Рачицкий. Леонард Рачицкий умер в Свебодине в 1978 году. Леонард Рачицкий написал рукопись воспоминаний, который в 2008 году его дочери Софья и Ирина Пекарская Рачицкая, со снимками отца, выдали книгой «Татуся, стукаюць…», Свебодзін, 2008 («Tatusiu, pukają…»). Название книги, это образ — жизни в Глубоком в первые месяцы советской власти, ожидание ареста и стука в дверь членов НКВД.